# Søren Marinus Jensen
Søren Marinus Jensen (ur. 5 maja 1879 w Skødstrup, zm. 6 stycznia 1965) – duński zapaśnik walczący w stylu klasycznym. Dwukrotny olimpijczyk. Brązowy medalista z Londynu 1908 i Sztokholmu 1912. Zajął pierwsze miejsce na Olimpiadzie Letniej 1906 w wadze ciężkiej i open. Walczył w wadze ciężkiej.
Złoty medalista mistrzostw świata w 1905 i brązowy w 1910; czwarty w 1911 i uczestnik zawodów w 1904. Brązowy medalista mistrzostw Europy w 1907, 1911 i 1912; czwarty w 1913. Mistrz Danii w latach 1904-1906 i 1910-1914.

## Letnie Igrzyska Olimpijskie 1908
| Konkurencja           | Rundy eliminacyjne    | Finały            | Klas. końcowa |
| Konkurencja           | 1/2                   | O 3 miejsce       | Miejsce       |
| --------------------- | --------------------- | ----------------- | ------------- |
| +93 kg styl klasyczny | Richárd Weisz (HUN) P | Hugó Payr (HUN) Z | 3.            |

## Letnie Igrzyska Olimpijskie 1912
| Konkurencja             | Rundy eliminacyjne  | Rundy eliminacyjne     | Rundy eliminacyjne    | Rundy eliminacyjne   | Rundy eliminacyjne     | Rundy eliminacyjne | Finały               | Klas. końcowa |
| Konkurencja             | Przeciwnik I        | Przeciwnik II          | Przeciwnik III        | Przeciwnik IV        | Przeciwnik V           | Przeciwnik VI      | Przeciwnik I         | Miejsce       |
| ----------------------- | ------------------- | ---------------------- | --------------------- | -------------------- | ---------------------- | ------------------ | -------------------- | ------------- |
| +82,5 kg styl klasyczny | Ned Barrett (GBR) Z | Adolf Lindfors (FIN) Z | Uuno Pelander (FIN) Z | Yrjö Saarela (FIN) P | Emil Backenius (FIN) Z | Wolny los Z        | Yrjö Saarela (FIN) P | 3.            |